# 立花紫音
立花 紫音（たちばな しおん、1999年12月8日 - ）は、日本のグラビアアイドル、タレント。愛知県出身。TRUSTAR所属。

## 略歴・人物
特技はクラリネット。趣味はスポーツ観戦、クラシック音楽鑑賞、茶道。
『週刊プレイボーイ』2023年新年号においては、エスデジタル一押しブレイクグラドルとして紹介された。
2023年末をもって株式会社フィットを退所。翌年TRUSTAR所属となる。

## 作品

### イメージビデオ
- Sion 1st.（2022年12月16日、エスデジタル）[6][7]
- しおん日和（2023年4月21日、イーネット・フロンティア）[8][9]

### デジタル写真集
- 王道のモテ顔。 週プレ PHOTO BOOK（2021年10月11日、集英社、撮影：佐藤佑一）[10]
- 立花紫音が水着でクラリネット ヤンマガデジタル写真集（2022年7月8日、講談社、撮影：田中智久）[11]
- 立花紫音が水着で野球観戦 ヤンマガデジタル写真集（2022年7月8日、講談社、撮影：田中智久）[12]
- SHION MODE はじめてのSion（2023年5月26日、ドラゴンフライブック）[13]
- Auravure Magazine vol.1 Shion（2023年6月4日、オーラビュールパブリッシング）[14]

## 出演

### テレビ番組
- 彼女とデートなう（2022年1月12日、テレビ大阪）[15]
- よゐこ風呂（2022年5月3日、フジテレビONE）[16]
- EXITのベルギー行ったらモテるやつ（2022年10月15日 - 、テレビ東京）- レギュラー[17][18]
- ゴッドタン（2023年3月26日、テレビ東京）- 第11回ネタギリッシュNIGHT[19]

### ウェブ配信
- ヒロミ・指原の“恋のお世話始めました”（2022年1月20日、ABEMA）[20]
- シャッフルアイランド Season2（2022年7月5日 - 8月23日、ABEMA）[21]

### 映画
- オカムロさん（2022年10月14日、エクストリーム）

### 雑誌
- 週刊プレイボーイ 2021年10月25日号 No.43（2021年10月11日、集英社)

### 広告
- 放置少女〜百花繚乱の萌姫たち〜（2022年）- WebCM

### イベント
- フレッシュスペシャル大撮影会in川越プール（2021年6月13日、エーテル）[22][23]
- ヤマエ久野九州アジアリーグ2022 公式戦始球式（2022年8月7日、北九州市民球場）[24]

### 舞台
- ふるさとチョイス PRESENTS ミュージカル「クリスマスキャロル2023」（2023年12月7日 - 13日、東京キネマ倶楽部） -　シオン 役
- 舞台「ぐらんぶる」（2024年11月13日 - 17日、Mixalive TOKYO Theater Mixa） - 古手川千紗 役[25]
- 舞台「サザエさん」（2025年6月5日 - 17日、明治座 / 7月5日 - 8日、大阪新歌舞伎座）[26]

### その他
- GMO スマートフォンゲーム「スターガールズグランプリ」（2021年）
- コナミデジタルエンタテインメント Nintendo Switch用ソフト「eBASEBALLプロ野球スピリッツ2021 グランドスラム」（2021年）[注 1]
- 初代シントトロイデンガールズ（2022年）